# 雷马根
雷马根（德語：Remagen，發音：[ˈʁeːmaːɡn̩] ⓘ）是德国莱茵兰-普法尔茨州阿尔韦勒县的城市，面积33.21平方千米，2023年12月31日人口为17,387人。